# Heinrich von Poitou
Heinrich von Poitou war ein unehelicher Sohn von Wilhelm IX., Herzog von Aquitanien, und seiner Geliebten, der Ehefrau des Vizegrafen Amaury I. von Châtellerault.
In der Peterborough Chronicle werden ihm nacheinander die folgenden Titel und Ämter zuerkannt:
- Bischof von Soissons[1]
- Mönch und später Prior in Cluny
- Prior in Sévigny
- Abt von Saint-Jean-d’Angély
- Erzbischof von Besançon für drei Tage
- Bischof von Saintes

1127 machte König Heinrich I. von England ihn zum Abt von Peterborough Abbey. Da Heinrich von Poitou jedoch für Peterborough die Abtei Saint-Jean-d’Angély nicht aufgeben wollte, zog er sich den Unwillen aller englischen Bischöfe und Erzbischöfe zu.
In Peterborough Abbey wiederum geriet er in Gegensatz zu den Mönchen, als er im Jahr 1130 anlässlich eines Besuchs des Abtes von Cluny, Petrus Venerabilis, diesem zusagte, seine Abtei Cluny zu unterstellen. Im Frühjahr 1131 reiste er in die Normandie zu König Heinrich I., dem er seinen Rücktritt als Abt von Saint-Jean bekannt gab; im Sommer wiederum wählten die Mönche von Peterborough einen neuen Abt und verjagten Heinrich aus dem Kloster.
Heinrich zog sich daraufhin nach Cluny zurück, kam aber 1132 noch einmal nach England, wo er als Abt von Peterborough auftrat und beim König die Unterstellung Peterboroughs unter Cluny zu bewirken versuchte, scheiterte aber damit am erneuten Widerstand des englischen Klerus, und bot schließlich an, zugunsten eines seiner Neffen zurückzutreten. Kurze Zeit später zwang Heinrich I. ihn zum bedingungslosen Rücktritt und zum Verlassen des Landes und ernannte mit dem Prior Martin von St. Neot einen neuen Abt für Peterborough.

## Verwechslungsgefahr
Heinrich von Poitou darf nicht verwechselt werden mit Heinrich von Antiochia, der auch Heinrich von Poitou genannt wird, dem Sohn von Bohemund IV., Fürst von Antiochia († 1216), und Vater von Hugo III., König von Zypern († 1284)